# All on You
„All on You” – siódmy singel Danny’ego wydany w 2009 roku. Singel był notowany przez siedem tygodni w Szwecji na Top 60 Singles, osiągnął siedemnaste miejsce.

## Notowania na listach przebojów
| Kraj    | Lista (2009)   | Najwyższa pozycja |
| ------- | -------------- | ----------------- |
| Szwecja | Top 60 Singles | 17                |